# 流浪动物 (歌曲)
《流浪动物》是艾薇儿·拉维尼的专辑《展翅高飞》第五支也是最后一支单曲. 这支单曲只在新西兰与澳大利亚发行。

## 排名活动
| 排名 | 36 | 34 | 30 | 35 | 26 | 29 | 30 | 30 |